# Pazurek
Pazurek – kolonia w Polsce położona w województwie małopolskim, w powiecie olkuskim, w gminie Olkusz. Leży przy drodze wojewódzkiej nr 783.
W latach 1975–1998 miejscowość administracyjnie należała do województwa katowickiego.